# Joazaf (Hubeń)
Joazaf, imię świeckie Petro Iwanowicz Hubeń (ur. 8 kwietnia 1961 w Kutach) – biskup Ukraińskiego Kościoła Prawosławnego Patriarchatu Moskiewskiego.

## Życiorys
Ukończył szkołę techniczną w Kijowie, po której został skierowany do pracy w przedsiębiorstwie Південнозахідтрансбуд. W latach 1980–1982 odbywał zasadniczą służbę wojskową, po której wrócił do dotychczasowej pracy. W 1990 zrezygnował z niej, by wstąpić do seminarium duchownego w Kijowie. W 1998 ukończył wyższe studia teologiczne w Kijowskiej Akademii Duchownej. Wcześniej, 28 lipca 1995, metropolita charkowski i bohoduchowski Nikodem  wyświęcił go na diakona w cerkwi żeńskiego monasteru Opieki Matki Bożej w Kijowie. 9 listopada 1997 biskup żytomierski i nowogrodzko-wołyński Guriasz wyświęcił go na kapłana w cerkwi refektarzowej świętych Antoniego i Teodozjusza w kompleksie ławry Peczerskiej. 27 marca 1998 złożył wieczyste śluby zakonne przed archimandrytą Mitrofanem (Jurczukiem).
Po ukończeniu Kijowskiej Akademii Duchownej został w niej zatrudniony jako wykładowca homiletyki. W 1999 otrzymał godność ihumena, zaś w 2000 – archimandryty. Od 2002 wykładał w seminarium i Akademii w Kijowie prawo kanoniczne i teologię porównawczą. Od 2006 posiada tytuł docenta ze specjalnością prawo kanoniczne. Od 2007 był proboszczem parafii przy soborze Zmartwychwstania Pańskiego w Kijowie.
16 grudnia 2007, dwa dni po otrzymaniu nominacji na biskupa nowokachowskiego i berysławskiego, przyjął chirotonię biskupią. W 2011 Synod Kościoła przeniósł go na katedrę kirowohradzką. Rok później otrzymał godność arcybiskupią, zaś w 2017 r. został podniesiony do godności metropolity.
W 2022 r. Święty Synod Ukraińskiego Kościoła Prawosławnego przeniósł go do służby w eparchii kijowskiej, w charakterze jej wikariusza, z tytułem biskupa wasylkowskiego. 
W 2023 r. razem z sekretarzem eparchii kirowohradzkiej został skazany na trzy lata pozbawienia wolności z warunkowym zawieszeniem wykonywania kary na okres dwóch lat za rozniecanie nienawiści na tle religijnym. Dowodami w sprawie były publikacje rosyjskie poświęcone kwestii ukraińskiej autokefalii cerkiewnej, które obydwaj duchowni prezentowali podczas zebrań dziekanów eparchii.